# Латышев, Пётр Михайлович
Пётр Миха́йлович Ла́тышев (30 августа 1948, Проскуров, Украинская ССР, СССР — 2 декабря 2008, Москва, Россия) — советский и российский деятель органов внутренних дел, российский государственный деятель. Начальник Управления внутренних дел Перми с 1986 по 1991. Начальник Управления внутренних дел Краснодарского края с 1991 по 1994. Заместитель министра внутренних дел Российской Федерации с 29 августа 1994 по 18 мая 2000. Полномочный представитель президента Российской Федерации в Уральском федеральном округе с 18 мая 2000 по 2 декабря 2008. Генерал-полковник милиции (1997).

## Биография
Родился 30 августа 1948 в городе Проскуров (ныне Хмельницкий) Украинской ССР.
В 1971 окончил Омскую высшую школу милиции МВД СССР. После её окончания уехал в Пермь, где служил инспектором, заместителем начальника отдела БХСС Пермского облисполкома, начальником УВД города Перми.
В 1980 окончил Академию МВД СССР по специальности «правоведение».
С 1986 по 1991 — начальник Управления внутренних дел Перми.
С 1991 по 1994 — начальник Управления внутренних дел Краснодарского края.
С 1990 по 1993 так же являлся народным депутатом РСФСР, член комитета Верховного совета России по вопросам законности, правопорядка и борьбы с оргпреступностью.
С 29 августа 1994 по 18 мая 2000 — заместитель министра внутренних дел Российской Федерации.
В 1999 возглавлял особую группу федерального центра по урегулированию кризиса в Карачаево-Черкесии.
С 18 мая 2000 по 2 декабря 2008 — полномочный представитель президента Российской Федерации в Уральском федеральном округе.
Председатель Центрального совета Всероссийского физкультурно-спортивного общества «Динамо».
Умер 2 декабря 2008 во время командировки в Москву, от острой сердечной недостаточности. Похоронен 4 декабря на Троекуровском кладбище в Москве.

## Чины и звания
- В мае 1997 присвоено специальное звание «генерал-полковник милиции».
- Действительный государственный советник Российской Федерации 1-го класса.

## Награды
Государственные
- Орден Почёта (17 апреля 1998) — за заслуги в развитии физической культуры и спорта, многолетнюю плодотворную работу во Всероссийском физкультурно-спортивном обществе «Динамо»[6]
- Орден «За заслуги перед Отечеством» III степени (30 августа 2008) — за большой вклад в укрепление российской государственности и многолетнюю добросовестную работу[7]
- Орден «За заслуги перед Отечеством» IV степени
- Благодарность Президента Российской Федерации (6 января 1997) — за высокие спортивные достижения на XXVI летних Олимпийских играх 1996 года[8]

Религиозные
- Орден Преподобного Сергия Радонежского I степени (2003, РПЦ) — за труды по возрождению Православия в Екатеринбургской епархии и всём Уральском федеральном округе[9]

## Семья
Был женат, имел двух сыновей.